# Boa Morena
Boa Morena ist eine Aldeia in der osttimoresischen Landeshauptstadt Dili. Die Aldeia liegt im Südwesten des Sucos Motael (Verwaltungsamt Vera Cruz). In der Aldeia leben 1308 Menschen (2015).

## Lage und Einrichtungen

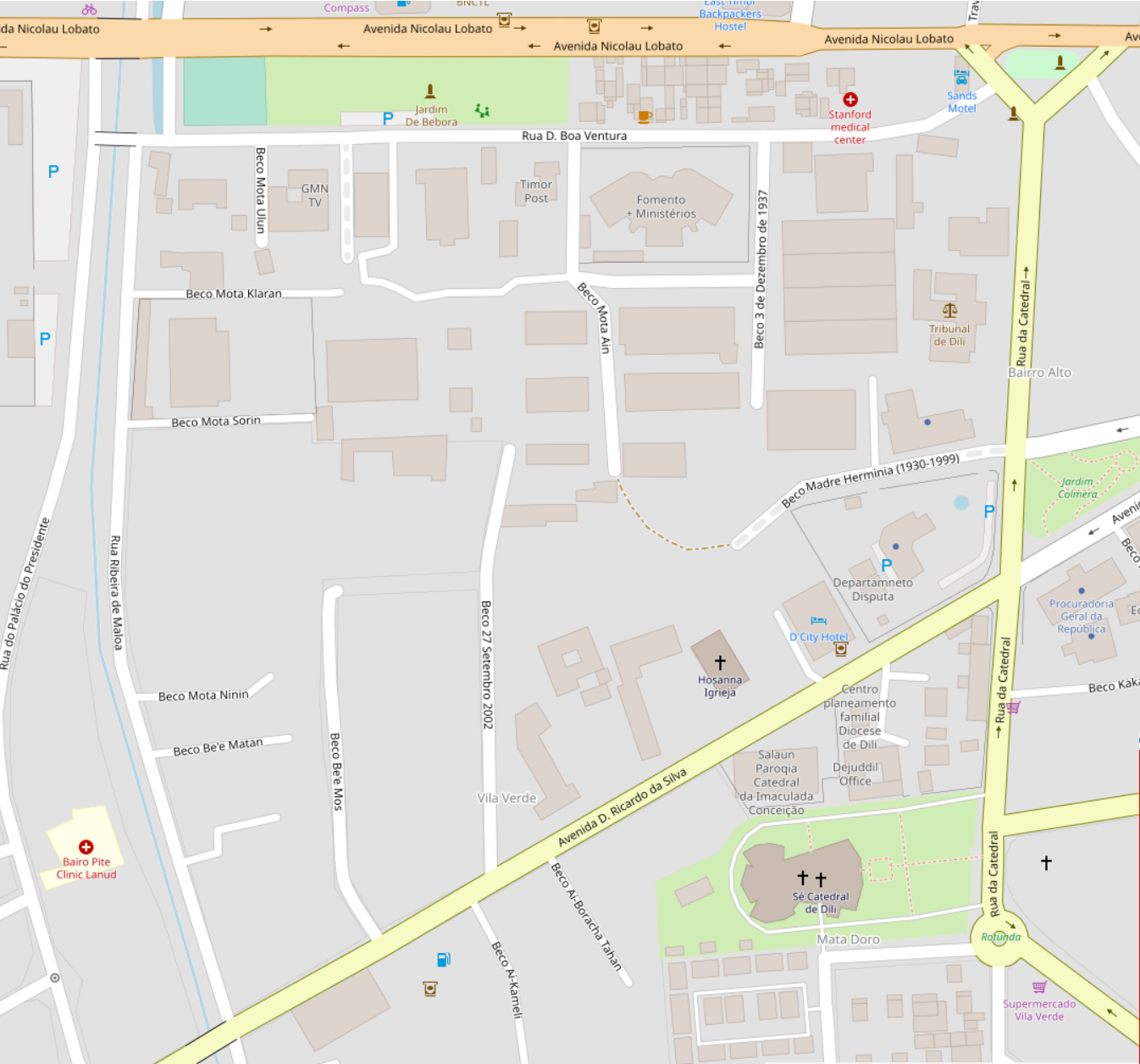
Straßenkarte des südlichen Motaels

Von Motaels Gebiet südlich der Avenida Nicolau Lobato nimmt Boa Morena den Osten ein. Im Mandarim-Gebäude befindet sich unter anderem das Wirtschaftsministerium. An der Rua da Catedral liegt das Distriktsgericht von Dili. Das große Kirchengebäude der Igreja Hosana der Protestantischen Kirche in Osttimor (Igreja Protestante iha Timor Lorosa'e) wurde im Oktober 2014 an der Avenida Dom Ricardo da Silva von Xanana Gusmão eingeweiht.

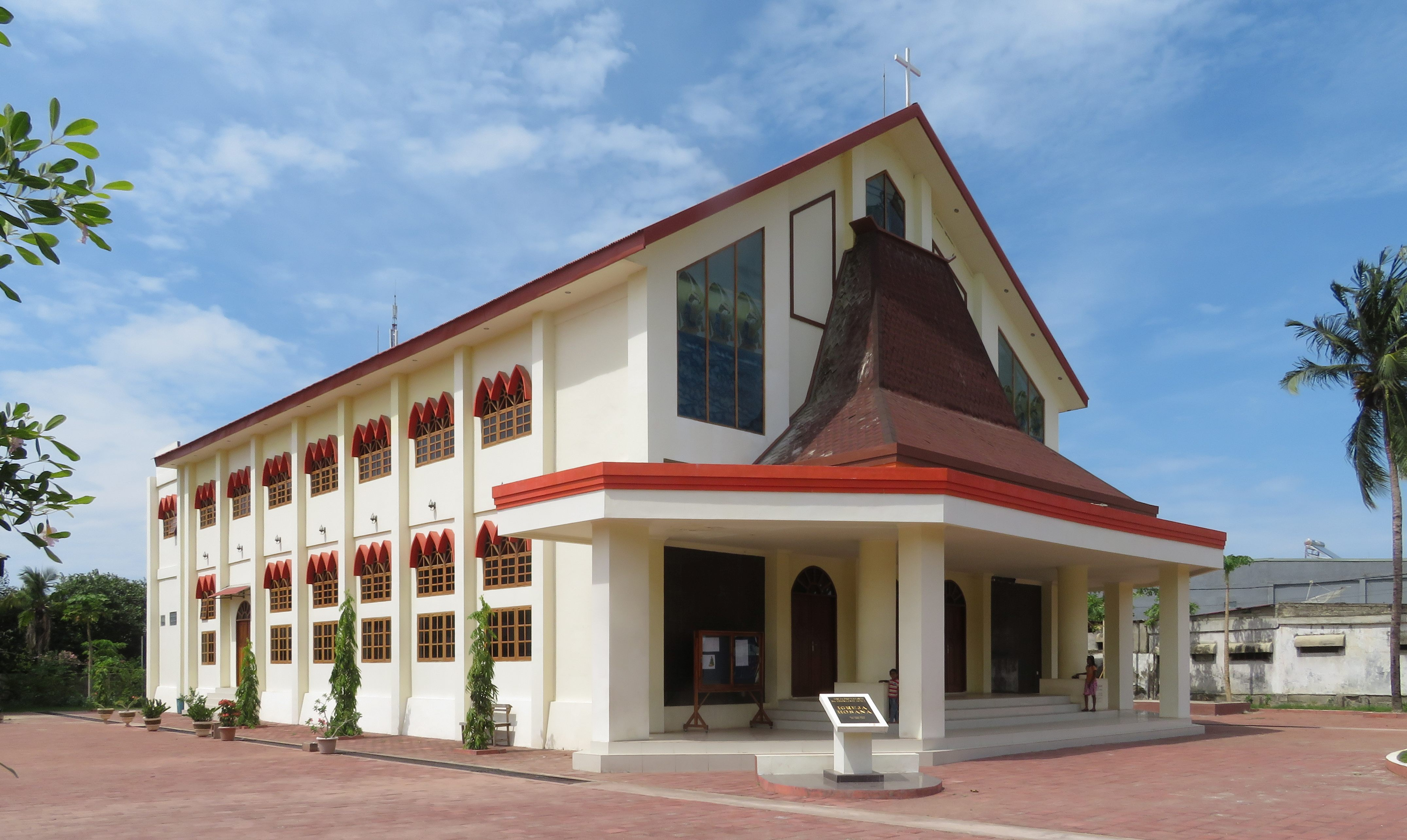
Igreja Hosana
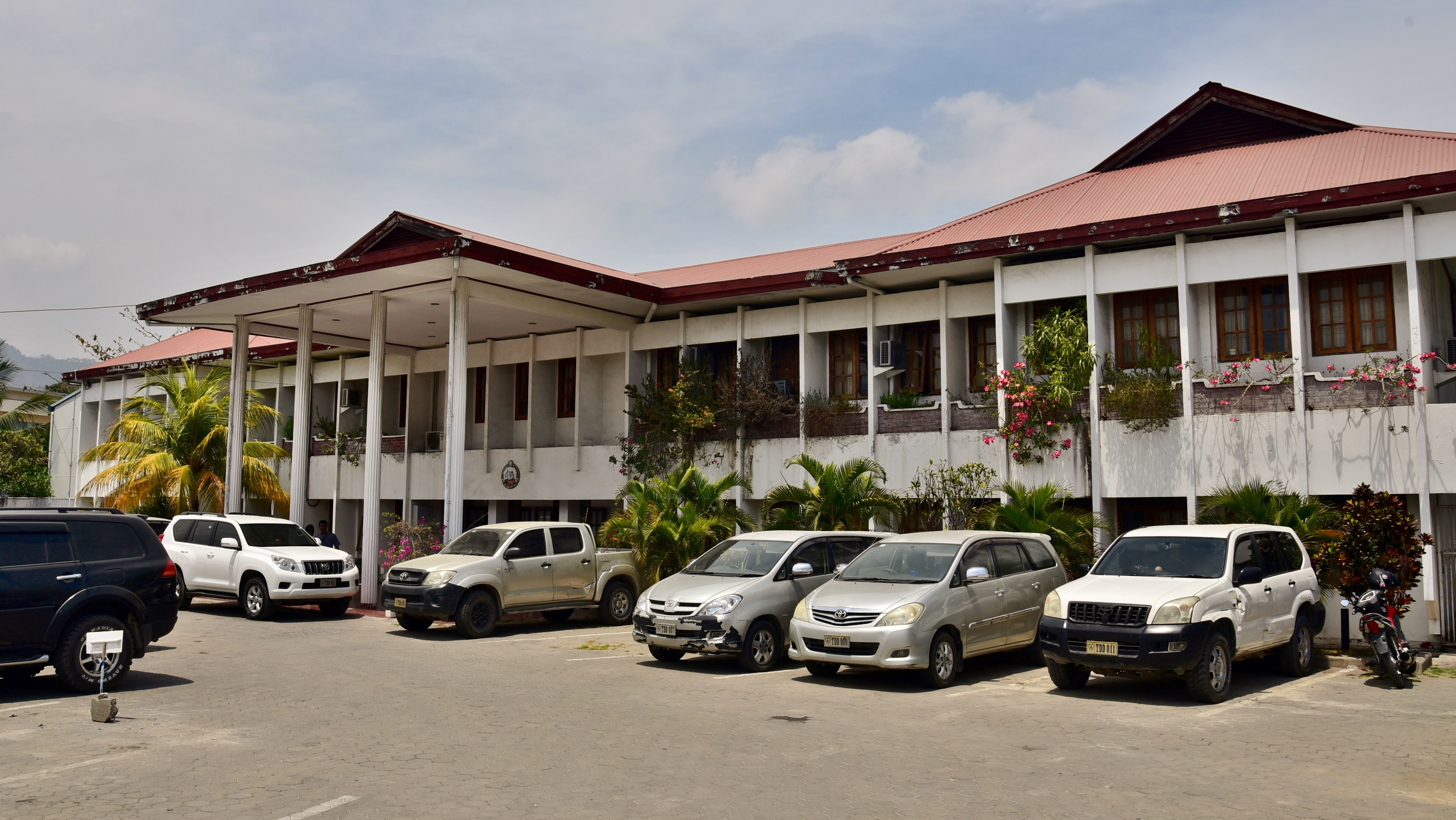
Distriktsgericht von Dili